# Watt par mètre-kelvin
Le watt par mètre-kelvin, de symbole W m−1 K−1, est l'unité SI de la conductivité thermique.
C'est la conductivité thermique d'un corps homogène isotrope dans lequel une différence de température de 1 kelvin entre deux plans parallèles de 1 mètre carré de surface et distants de 1 mètre, produit un flux thermique de 1 watt.